# ناحیه توروک‌سنت‌میکلوش
ناحیهٔ توروک‌سنت‌میکلوش (به مجاری: Törökszentmiklósi járás) یک ناحیه در مجارستان است که در یاس-نادی‌کون-سولنوک واقع شده‌است. ناحیهٔ توروک‌سنت‌میکلوش ۴۶۴٫۵۴ کیلومتر مربع مساحت و ۳۶٬۷۳۹ نفر جمعیت دارد.